# 1888 au théâtre
| Années du théâtre : 1885 - 1886 - 1887 - 1888 - 1889 - 1890 - 1891    |
| Décennies du théâtre : 1850 - 1860 - 1870 - 1880 - 1890 - 1900 - 1910 |

## Événements
- Inauguration du Burgtheater à Vienne (Autriche)

## Pièces de théâtre publiées
Ubu Roi, Alfred Jarry

## Pièces de théâtre représentées
- Mademoiselle Julie, d'August Strindberg, représentée en Suède
- 19 septembre : Chat en poche de Georges Feydeau, au Théâtre Déjazet
- 10 décembre : La Mort du Duc d'Enghien de Léon Hennique, mise en scène d'André Antoine, au Théâtre des Menus-Plaisirs

## Décès
- 22 janvier : Eugène Labiche